# Savannah (Schiff, 1962)
Die  Savannah war ein 1962 in Dienst gestelltes Kombischiff. Sie war nach dem Eisbrecher Lenin das zweite zivile Schiff mit Kernenergieantrieb und das erste nuklear betriebene Schiff mit dem Zweck einer Erprobung als Handelsschiff.

## Geschichte

### Planung und Bau
Das Schiff wurde 1955 von der US-Regierung als Teil der Atoms-for-Peace-Initiative in Auftrag gegeben und lief am 21. Juli 1959 in Camden (New Jersey) bei New York Shipbuilding vom Stapel. Taufpatin des Schiffes war die damalige First Lady Mamie Eisenhower.

### Dienstzeit
Die Savannah wurde im August 1962 in Dienst gestellt und im Auftrag der United States Maritime Commission von der Reederei American Export and Isbrandtsen Lines betrieben. Angetrieben wurde es von einem Druckwasserreaktor der Firma Babcock & Wilcox, der den Dampf für die 22.000 PS (Maximalleistung) starken Turbinen bereitstellte. Für den Notbetrieb standen zwei Stromerzeugungsaggregate zur Verfügung.
Zwischen Deutschland und den USA wurde ein Abkommen geschlossen, um die Sicherheitsbestimmungen beim Anlaufen deutscher Häfen zu regeln. Auf der Jungfernfahrt kam das Schiff im Juni 1964 nach Bremerhaven, den ersten ausländischen Handelshafen. Zum Empfang fanden sich zahlreiche Ehrengäste ein:  Bundesverkehrsminister Hans-Christoph Seebohm und Staatssekretär Wolfgang Cartellieri, der US-Botschafter George C. McGhee, Bürgerschaftspräsident August Hagedorn, Bürgermeister Wilhelm Kaisen, zahlreiche Bundestagsabgeordnete und Senatoren, ferner als Repräsentanten der Atomwissenschaft Otto Hahn und Erich Bagge.
1969 ankerte das Schiff im New Yorker Hafen, um anlässlich der Nuclear Week in New York von Touristen besichtigt werden zu können.
Die Savannah war zwar als kombiniertes Fracht- und Passagierschiff konzipiert, jedoch stand die Erprobung des Nuklearantriebs im Vordergrund. Deshalb war ein wirtschaftlicher Betrieb nicht möglich, und 1972 wurde das Schiff außer Dienst gestellt. Bis dahin hatte die Savannah 450.000 Seemeilen zurückgelegt.

### Museumsschiff

Die Savannah

Nach seiner aktiven Dienstzeit wurde das Schiff nach mehreren Jahren Aufliegezeit seit 1981 als Museumsschiff genutzt.
Die Savannah wurde im November 1982 als Struktur in das National Register of Historic Places eingetragen. In den 1990er-Jahren wurde der Reaktor entfernt. Ab 2006 wurde die Savannah in Newport News, Virginia, überholt. Seit 2008 liegt sie im Hafen von Baltimore. Das Innenministerium der Vereinigten Staaten hat die Savannah im Juli 1991 als National Historic Landmark eingestuft. Das Schiff hatte insgesamt 46.900.000 USD gekostet (was heute gut 420.080.000 USD entspricht); davon entfielen 18.600.000 USD auf das Schiff und 28.300.000 USD auf Reaktor und Brennstoff. Nach der abgeschlossenen Dekontamination des Schiffes wurde bekannt, dass die United States Maritime Administration (MARAD) das Schiff verkaufen will.